# 르네장 자케
르네-장 자케(프랑스어: René-Jean Jacquet; 1933년 6월 27일, 아키텐 지방 보르도 ~ 1993년 7월 21일, 샹파뉴-아르덴 지방 랭스)는 프랑스의 전 축구 골키퍼이다. 그는 1950년대 스타드 랭스의 골문을 책임진 수문장이다.

## 경력 요약
- 보르도 (1954–1955)
- 랭스 (1955–1961)
- 릴 (1961–1962)[2]

## 수상
- 디비시옹 1: 1957–58, 1959–60
- 쿠프 드 프랑스: 1957–58
- 유러피언컵 준우승: 1955–56, 1958–59